# 蜂須賀家政
蜂須賀家政（日语：／ Hachisuka Iemasa，1558年—1639年2月2日）是日本安土桃山時代及江戶時代的大名，德島藩藩祖。是蜂須賀正勝（小六）的長男，正室為生駒家長之女。育有長子至鎮，通稱彥右衛門。官位為從五位下阿波守。

## 經歷

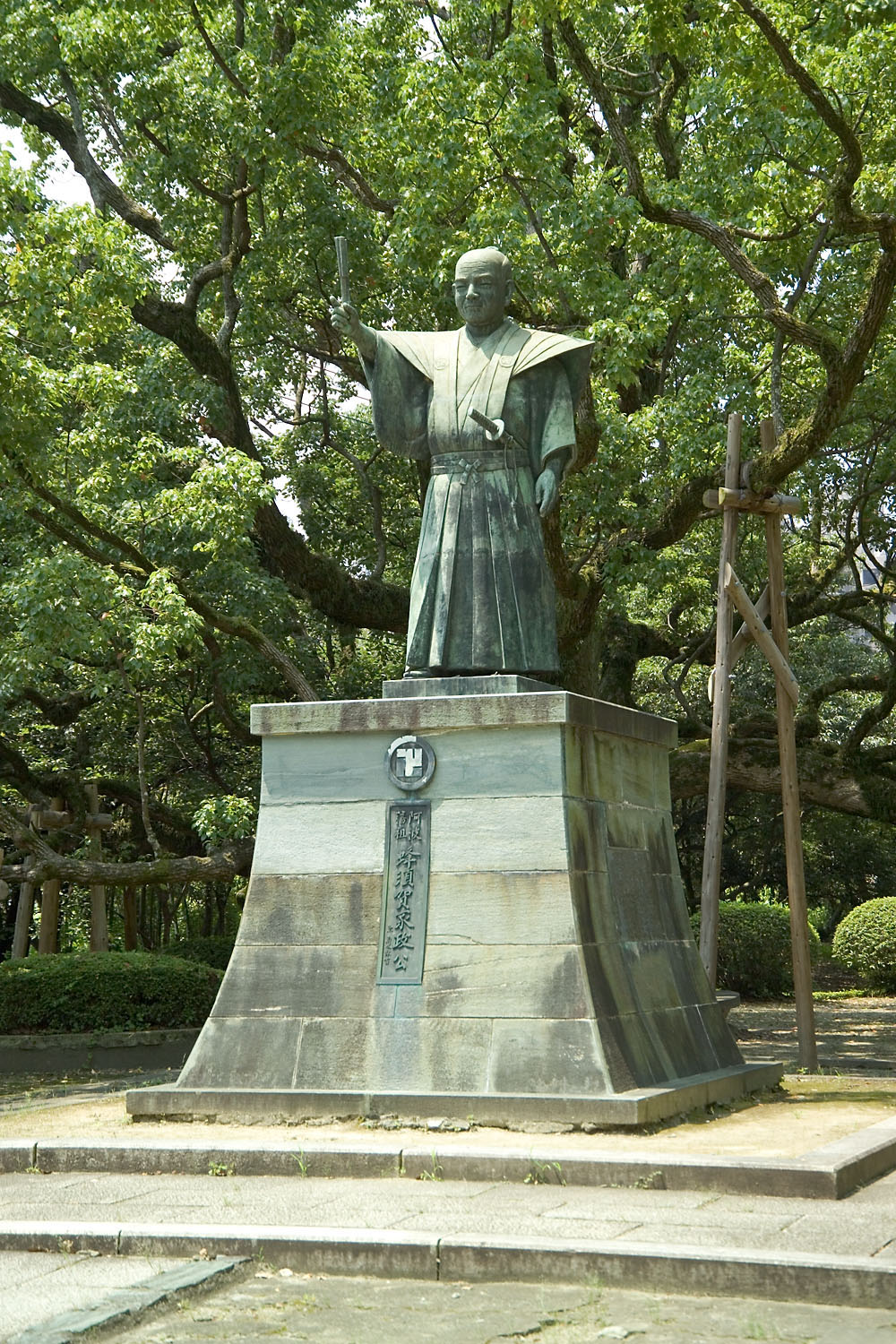
蜂須賀家政在德島城的銅像

於1558年出生，自父親正勝跟隨秀吉，他長大後成為了織田信長的家臣，後來為秀吉的部屬，在秀吉對中國攻略，以黃母衣眾身份參戰。本能寺之變以後，跟隨秀吉參與山崎之戰和賤岳之戰，1584年領有播磨國內佐用郡3000石。1585年跟隨秀吉參加四國征伐，並協助豐臣軍攻下一宮城和木津城，當時父親正勝決定將家督位置讓給家政，於是在1586年成為了阿波國18萬石的領主，並擔任官職阿波守，上任不久立地築起德島城。據聞阿波舞亦由於築城而誕生，但實際阿波舞的源由不明。
1590年小田原征伐中，參與攻擊韮山城的行動。他亦參與文祿·慶長之役，於蔚山城之戰救援友軍淺野幸長立下戰功，然而家政沒有進行徹底的追擊，並且之後與黑田長政等人聯名提出戰線縮小的企劃而觸怒秀吉，遭到遣返回國禁閉並沒收藏入地的懲罰。
在關原之戰並沒有直接參戰，派遣其子至鎮上陣。由於至鎮成功立下戰功，可以保住領地，但是因為其行動被懷疑與西軍私通，因此被迫剃髮為僧，並且將家督讓位給至鎮，法號為蓬庵。
家政在大坂之陣原本受豐臣方勸誘而曾企圖出兵到大坂城支援豐臣秀賴，但是被至鎮阻止，於是轉為表明親德川的立場拒絕豐臣方的出兵邀請，並前往駿府城拜訪家康且提出密約書。至鎮則因大坂冬・夏之陣的戰功增封淡路一國25萬7,000石領地。
1620年至鎮病逝，由年僅十歲的忠英繼續家督。在此期間，家政暫代忠英處理藩內政務，直到1629年長大成人為止。1638年病逝，終年81歲。他的墓所在德島縣德島市興源寺，法名為蓬庵常仙瑞雲院。伊達政宗曾評價為「阿波的古狸」。